# Grimaldi
Dinastija Grimaldi je velikaška obitelj talijanskog podrijetla, rodom iz Genove, čiji potomci vladaju Kneževinom Monakom. Bili su utjecajna i moćna genoveška obitelj s posjedima na području Italije i Francuske, od koje je jedan ogranak zasjeo na prijestolje Monaka. Aktualni vladar Monaka je knez Albert II., koji je nasljedio svog oca Rainiera III. († 2005.).

## Povijest obitelji

### Patricijska obitelj u Genovi
Grimaldijevi su proizašli iz križarskih ratova kao jedna od četiriju glavnih vladajućih obitelji genoveškog plemstva. Osnivač dinastije je Grimaldo Canella, najmlađi sin Otta Canella, genoveškog konzula 1133., po kojem je obitelj dobila ime. Grimaldo je bio konzul Genove tri puta - 1162., 1170. i 1184. godine. Imali su znatan utjecaj na politička zbivanja u Genovi, kao pripadnici gvelfske stranke u sukobu s obitelji Doria. U tijeku sukoba, Grimaldi su bili prisiljeni 1270. godine izbjeći iz Genove na područje oko grada Nice. U 15. stoljeću, obitelj se podijelila na nekoliko grana, među kojima se isticala monegaška i glavna genovška čiji potomci su do kraja 18. stoljeća dali velik broj viskoih gradskih dužnosnika u Genovi.

### Vladari Monaka
Utemeljitelj monegaške loze Grimaldijevih bio je Rainier I. (1267.-o.1314.) koji je 1297. godine, zajedno s rođakom Francoisom napao i zauzeo Monako. Držao je grad do 10. travnja 1301. godine, kada su ga zauzeli Đenovešani, a on je morao izbjeći. Godine 1304. postao je francuski admiral. Njegov sin Karlo I. uspio je 12. rujna 1331. godine preoteti Monako od Đenovešana i staviti ga pod svoju vlast. Đenovešani su 1357. godine ponovno stavili Monako pod svoju kontrolu, a Grimaldijevi su ga po drugi put preoteli 1395. godine. Međutim, Đenovešani su u još dva navrata uspjeli osigurati Monako za sebe i tek su 1419. godine Grimaldijevi su konačno osigurali trajnu vlast nad Monakom i postali vladajuća dinastija.
Godine 1612. Honore II. uzeo je kneževski naslov koji mu je priznao španjolski kralj Filip IV. Habsburg 1631. godine, a francuski kralj Luj XIII. Sporazumom u Péronneu 1641. godine, čime je Monako postao suverena kneževina.
Grimaldi su u muškoj lozi izumrli 1731. godine s knezom Antonijem I. (1667. – 1731.), kojeg je na prijestolju naslijedio zet Jacques de Goyon-Matignon (1689. – 1751.), osnivač dinastije Matignon-Grimaldi.
Za vrijeme Francuske revolucije Grimaldijevi su zbačeni s prijestolja, a Monako je anketirala Prva Francuska Republika. Sporazumom u Parizu 1814. godine, obitelj Grimaldi je vraćena na prijestolje Monaka.
Godine 1911. knez Albert I. (1848. – 1922.) proglasio je prvi ustav kneževine Monako, a s njegovim sinom Lujom II. († 1949.) izumrla je i ta loza u muškoj liniji. Naslijedio ga je unuk Rainier III. († 2005.), čiji je otac grof Pierre od Polignaca, preuzeo ime Grimaldi 1920. godine, nakon ženidbe s princezom Charlotte od Monaka, kćerkom kneza Luja II.
Knez Rainier III. (1923. – 2005.) postao je monegaški knez 1949. godine, a 1956. godine oženio je američku filmsku zvijezdu Grace Kelly (1929. – 1982.) s kojom je imao troje djece, princezu Caroline (r. 1957.), princa Alberta II. (r. 1958.) i princezu Stéphanie (r. 1965.).
Nakon očeve smrti 2005. prijestolje i titulu kneza prezueo je njegov sin Albert II.

## Vanjske poveznice
- Grimaldi Hrvatska enciklopedija
- Grimaldi Proleksis enciklopedija
- Obitelj Grimaldi Britannica (engl.)
- Grimaldi Royalty - grimaldywordpress.com (engl.)